# Nipkendey
Nipkendey ist ein Ortsteil der Gemeinde Wallstawe im Altmarkkreis Salzwedel in Sachsen-Anhalt.

## Geographie

### Lage
Der Wohnplatz Nipkendey liegt etwa zwei Kilometer östlich von Dähre und sechs Kilometer westlich von Wallstawe sowie 16 Kilometer südwestlich der Kreisstadt Salzwedel in der Altmark.
Nachbarorte sind Dähre im Westen, Deutschhorst im Norden,  Wiersdorf im Nordosten, Ellenberg im Osten, Hilmsen im Südosten und Fahrendorf im Südwesten.

### Geologie
Unterhalb von Nipkendey befindet sich in etwa 1300 Meter Tiefe der Zechstein Salzstock Peckensen. Er erstreckt sich von Henningen im Norden bis südlich von Wüllmersen über 15 Kilometer.

## Geschichte

### Neuzeit
Im Jahre 1711 wird der Ort erstmals als Nimckenthey mit einem Pachtschäfer und einem Knecht erwähnt. Im Jahre 1775 wird erstmals auch Jägerhaus erwähnt. Auf dem Urmesstischblatt von 1823 ist die Schäferei Niepkendey eingezeichnet.
Von 1871 bis 1931 wird in den Gemeindelexika der Wohnplatz Vorwerk Nipkendey genannt. Danach entfällt der Zusatz Vorwerk.
Der Wüstungsforscher Wilhelm Zahn berichtete im Jahr 1902, dass ungefähr 200 Meter nordöstlich von dem heutigen Ort früher „die Dorfstelle“ lag. Niepkendey könnte seinen Namen vom untergegangenen Dorf erhalten haben.

### Erdgasspeicher Peckensen
Das erste Erdgas wurde 1968 in 3000 Meter Tiefe entdeckt. Bereits ein Jahr später begann die Förderung. In seinen besten Zeiten hatte der Erdgasförderbetrieb 1500 Angestellte. Nach der Wende änderte sich die Situation. Seit 2002 steht die Erdgas-Lagerung im Mittelpunkt. Der Name Erdgasspeicher Peckensen wurde beibehalten, obwohl er zwischen Ellenberg und Nipkendey liegt. Dies hängt damit zusammen, dass die einstige Lagerstätte bis nach Peckensen reicht. Der Untergrundspeicher besteht aus fünf Kavernen mit fast 400 Millionen m³ Speicherkapazität.

### Eingemeindungen
Nipkendey gehörte ursprünglich zum Salzwedelischen Kreis der Mark Brandenburg in der Altmark. Von 1807 bis 1813 lag es im Kanton Diesdorf auf dem Territorium des napoleonischen Königreichs Westphalen. Nach weiteren Änderungen kam es 1816 in den Kreis Salzwedel, den späteren Landkreis Salzwedel im Regierungsbezirk Magdeburg in der Provinz Sachsen in Preußen.
Das Vorwerk Nipkendey gehörte anfangs zum Gutsbezirk Deutschhorst, dessen Vorgänger das landtagsfähige Rittergut Deutschhorst war. Am 17. Oktober 1928 wurde der Gutsbezirk Deutschhorst mit der Landgemeinde Deutschhorst im Landkreis Salzwedel vereinigt. So kam Nipkendey vom Gutsbezirk Deutschhorst als Ortsteil zur Landgemeinde Deutschhorst. Am 1. April 1935 wurden Deutschhorst (mit dem Ortsteil Nipkendey) und Wiersdorf im Landkreis Salzwedel zu einer Gemeinde mit dem Namen Wiershorst zusammengeschlossen.
Am 1. Juni 1973 wurde dann die Gemeinde Wiershorst aus dem Kreis Salzwedel in die Gemeinde Ellenberg eingemeindet. So kam der Wiershorster Ortsteil Nipkendey zu Ellenberg.
Durch den Zusammenschluss von Ellenberg mit anderen Gemeinden zur neuen Gemeinde Wallstawe am 1. Juli 2009 kam Nipkendey schließlich zu Wallstawe.

### Einwohnerentwicklung
| Jahr | Einwohner |
| ---- | --------- |
| 1774 | 8         |
| 1789 | 6         |
| 1798 | 6         |
| 1801 | 7         |
| 1818 | 6         |
| 1871 | 9         |

| Jahr | Einwohner |
| ---- | --------- |
| 1885 | 08        |
| 1895 | 06        |
| 1905 | 05        |
| 2015 | [00]41    |
| 2018 | [00]42    |
| 2020 | [00]40    |

| Jahr | Einwohner |
| ---- | --------- |
| 2021 | [00]39    |
| 2022 | [00]44    |
| 2023 | [0]43     |

Quelle, wenn nicht angegeben, bis 1905:

## Religion
Die evangelischen Christen aus Nipkendey gehören zur Kirchengemeinde Deutschhorst, die früher zur Pfarrei Dähre gehörte und heute betreut wird vom Pfarrbereich Osterwohle-Dähre im Kirchenkreis Salzwedel im Bischofssprengel Magdeburg der Evangelischen Kirche in Mitteldeutschland.

## Wirtschaft
- Obertageanlage Erdgasspeicher Peckensen